# Larringes
 Larringes  es una comuna y población de Francia, en la región de Ródano-Alpes, departamento de Alta Saboya, en el distrito de Thonon-les-Bains y cantón de Évian-les-Bains.
Su población en el censo de 1999 era de 976 habitantes.
Está integrada en la Communauté de communes du Pays d'Évian.

## Demografía
| 529 | 540 | 542 | 583 | 734 | 976 |
| Para los censos de 1962 a 1999 la población legal corresponde a la población sin duplicidades (Fuente: INSEE [Consultar]) |     |     |     |     |     |